# 南昌之星

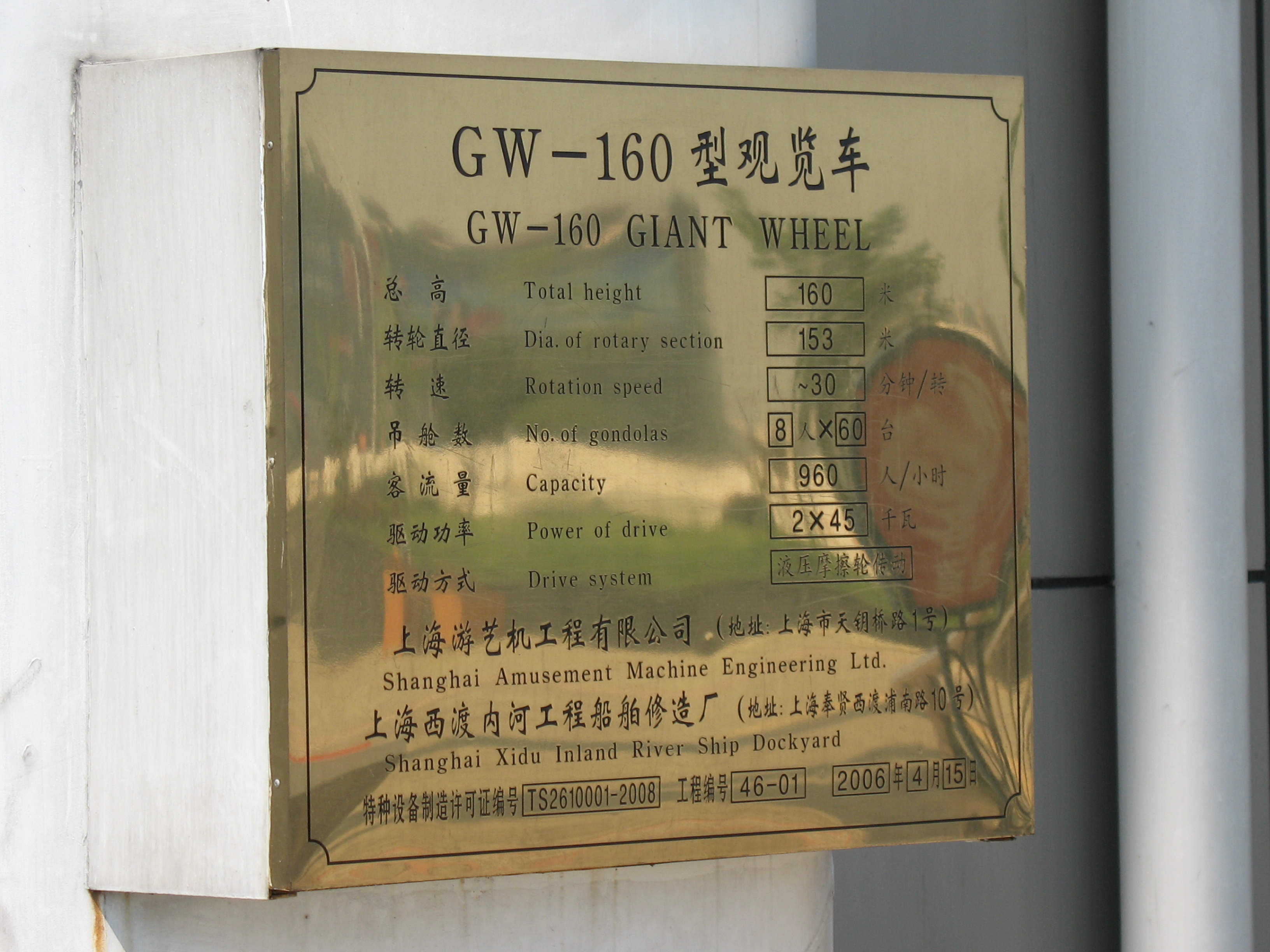
南昌之星的制造规格

南昌之星（英語：Star of Nanchang），是位於中华人民共和国江西省南昌市的一个高160米的摩天轮。
南昌之星于2006年5月开始运营，建造耗费5700万元（人民币）。曾是全球最高的摩天轮，于2008年3月1日被高165米的新加坡摩天观景轮取代。
南昌之星有60个封闭空调吊舱，每个吊舱可以容纳8人。南昌之星转完一圈大概花费30分钟；其缓慢的速度允许乘客在摩天轮不停下时出入吊舱。成人票50元，儿童票25元，没有学生票。